# Ural
Ural (del ruso: Урал) es una región geográfica situada alrededor de los montes Urales, entre la llanura europea oriental y la llanura de Siberia Occidental. Se extiende aproximadamente de norte a sur, desde el océano Ártico hasta la curva del río Ural cerca de la ciudad de Orsk. La frontera entre Europa y Asia está situada a lo largo del lado oriental de los montes Urales. La mayor parte del Ural pertenece a Rusia, pero también incluye una parte del Kazajistán noroccidental. Ural es una región histórica, no una entidad oficial, con fronteras que coinciden con sus regiones vecinas de Volga y Siberia occidental. Durante algún tiempo, partes del Ural se consideraban como puntos de entrada a Siberia, o como partes de Siberia, o se combinaban con las divisiones administrativas del Volga. Actualmente hay dos entidades oficiales homónimas, el distrito federal del Ural y la región económica del Ural. Mientras que la última respeta las fronteras históricas, el primero es un producto político; el distrito omite los Urales occidentales e incluye la Siberia occidental.
El centro histórico del Ural es Cherdyn, que actualmente es una pequeña ciudad en el krai de Perm. Perm fue un centro administrativo de la gubérniya del mismo nombre en 1797. La mayor parte del territorio del Ural histórico y moderno formaba parte de la gubérniya de Perm. El centro administrativo del Ural se trasladó a Sverdlovsk (actual Ekaterimburgo) después de la revolución y la guerra civil. Hoy Ekaterimburgo es el centro administrativo del distrito federal de Ural. La región económica del Ural no tiene un centro administrativo o informal.

## Etimología
Véase la sección Etimología del artículo Montes Urales.

## Topografía
Véase la sección Geografía y topografía del artículo Montes Urales.

## Geología
Véase la sección Geología del artículo Montes Urales.

## Flora
Véase la sección Flora del artículo Montes Urales.

## Fauna
Véase la sección Fauna del artículo Montes Urales.